# Vratislav Krutina
Vratislav Krutina (29. června 1913 Praha – 22. listopadu 1999) byl český a československý politik Komunistické strany Československa, poúnorový poslanec Národního shromáždění ČSR, Národního shromáždění ČSSR a Sněmovny lidu Federálního shromáždění a ministr vlád Československa.

## Biografie
Vyučil se truhlářem. Od roku 1931 byl členem KSČ. Za druhé světové války vězněn v koncentračním táboře za kurýrní činnost v rámci Národního hnutí pracující mládeže.
V letech 1949–1950 zastával post generálního tajemníka Československého svazu mládeže. V letech 1950–1953 byl tajemníkem Městského výboru KSČ v Praze. VIII. sjezd KSČ ho zvolil za člena Ústředního výboru Komunistické strany Československa. IX. sjezd KSČ, X. sjezd KSČ, XI. sjezd KSČ, XII. sjezd KSČ a XIII. sjezd KSČ ho ve funkci potvrdil. V období leden 1953 – červen 1954 byl navíc členem organizačního sekretariátu ÚV KSČ, od června do října 1955 členem sekretariátu ÚV KSČ, přičemž v této funkci působil opětovně od června 1956 do června 1961. V období leden 1953 – říjen 1955 a červen 1956 – červen 1961 byl také tajemníkem ÚV KSČ. V roce 1955 a znovu roku 1963 mu byl udělen Řád republiky, v roce 1983 získal Řád Vítězného února.
Byl rovněž členem vlád. V druhé vládě Viliama Širokého působil v letech 1955–1956 coby ministr zemědělství. Do této funkce se vrátil v letech 1961–1963 v třetí vládě Viliama Širokého (oficiálně ministr zemědělství, lesního a vodního hospodářství). Ve vládě Jozefa Lenárta pak byl v letech 1963–1967 ministrem potravinářského průmyslu.
Po mnoho let zasedal i v nejvyšších zákonodárných sborech. Ve volbách roku 1954 byl zvolen do Národního shromáždění za KSČ ve volebním obvodu Olomouc-město. Mandát opětovně získal ve volbách v roce 1960 (nyní již jako poslanec Národního shromáždění ČSSR za Severomoravský kraj) a volbách v roce 1964. V Národním shromáždění zasedal až do konce jeho funkčního období v roce 1968.
Po federalizaci Československa usedl roku 1969 za KSČ do Sněmovny lidu Federálního shromáždění (volební obvod Chotěboř). V parlamentu setrval do konce funkčního období, tedy do roku 1971. V období let 1967–1968 působil na postu předsedy Ústřední rady družstev. V letech 1970–1973 byl generálním tajemníkem federálního Ústředního výboru Československého svazu protifašistických bojovníků. Po roce 1990 byl členem Českého svazu bojovníků za svobodu.
V roce 1965 stál u vzniku SČSF a byl členem jeho ÚV, dále byl členem komise znalců SČSF, členem komise čs. známky, svazový juryman a vystavovatel. Věnoval se specializovaně a studijně čs. poštovním známkám, zejména emisi Pošta československá 1919 a sovětským známkám. Byl nositelem nejvyššího svazového vyznamenání ve filatelii.

## Citát
[na 1. máje 1968] nikdo hesla nevyvolával. Členové ÚV KSČ se radovali do té doby, než se objevil ostrůvek v moři usmívajících se manifestujících: Klub angažovaných nestraníků (KAN). Ti jediní neúnavně provolávali svou sérii hesel: „Lidé jako Novotný, ať se drží u plotny!“ „Chceme svobodné volby!“ „Nechceme jednotnou kandidátku!“ „Nezůstanem u kultu, nechcem svého Gomulku!“ „Ozývá se ze všech stran, kdy nám povolíte KAN!“ „Je nás šest miliónů!“ – „Tady máte novodobé sokolíky. Eště nemaj uniformy, necvičí, ale už mašírujou ve vyrovnaných řadách! A zejtra nás převálcujou!“ vykřikoval bývalý tajemník ÚV KSČ, člen ÚV a nedávno abdikující předseda Ústřední rady družstev Vratislav Krutina. Patřil mezi novotnovce, kteří horko těžko zakrývali svou minulou a nynější tvář.
Jan Moravec: Antipoučení, Naše vojsko, Praha 1990, str. 174-175, online: Praha, 1. máj 1968, blisty.cz